# Chevaleret (métro de Paris)
Chevaleret est une station de la ligne 6 du métro de Paris, située dans le 13e arrondissement de Paris.

## Situation
Établie en aérien, la station surplombe le terre-plein central du boulevard Vincent-Auriol entre la rue du Chevaleret et la rue Louise-Weiss, au sud de l'hôpital de la Salpêtrière. Approximativement orientée selon un axe nord-est/sud-ouest, elle s'intercale entre les stations Nationale et Quai de la Gare.

## Histoire

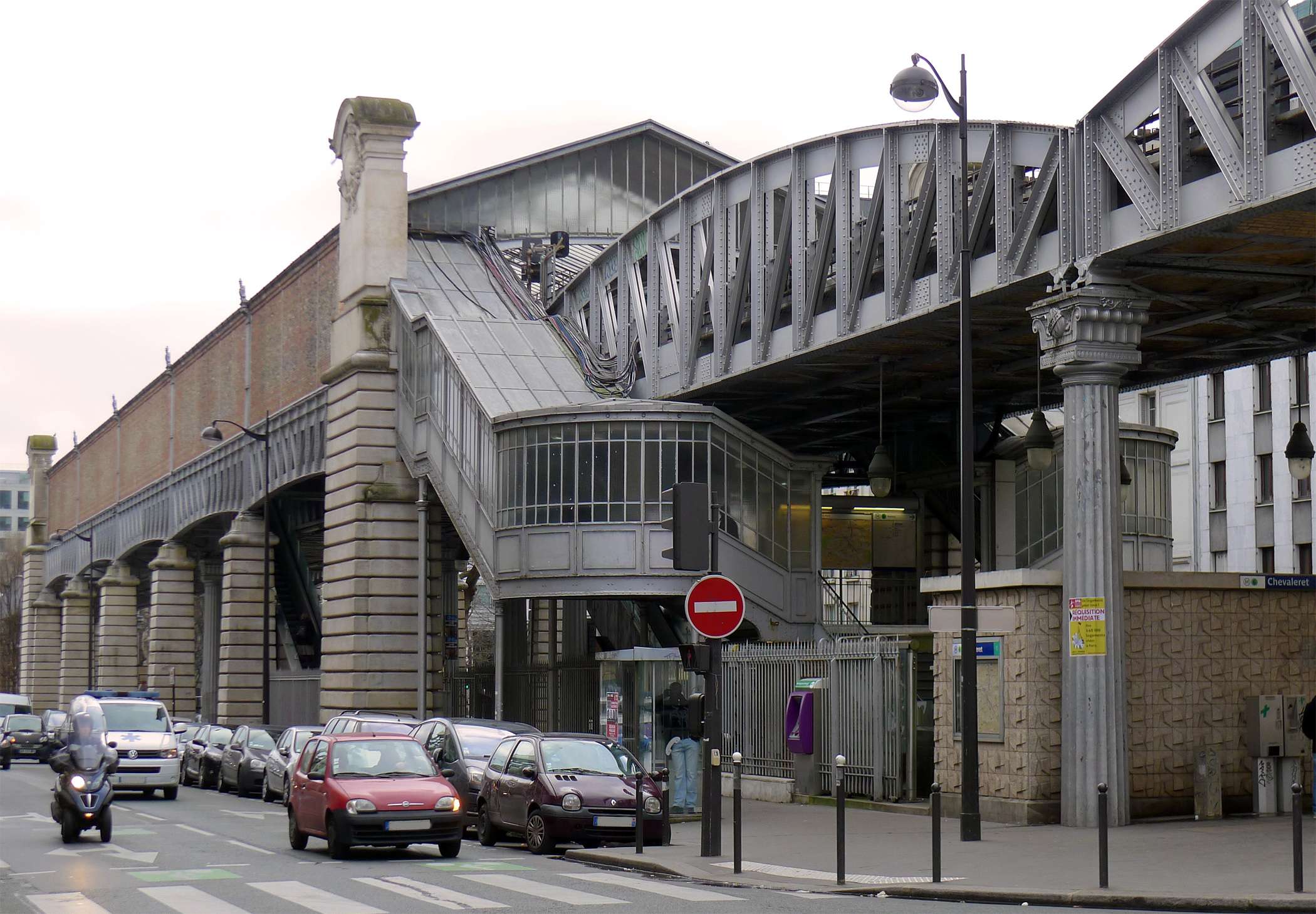
Station de métro Chevaleret, le long du boulevard Vincent-Auriol.

La station est ouverte le 1er mars 1909 avec la mise en service du premier tronçon de la ligne 6 entre Place d'Italie et son terminus oriental actuel de Nation.
Elle doit sa dénomination à sa proximité avec la rue du Chevaleret, laquelle tient son nom d'un lieu-dit de la commune d'Ivry-sur-Seine où elle était située autrefois.
Dans le cadre du programme « Renouveau du métro » de la RATP, la station a été entièrement rénovée en 2003.

### Fréquentation
Nombre de voyageurs entrés à cette  station :
| Année                      | 2013      | 2014      | 2015      | 2016      | 2017      | 2018      | 2019      | 2020      | 2021      |
| -------------------------- | --------- | --------- | --------- | --------- | --------- | --------- | --------- | --------- | --------- |
| Nombre de voyageurs par an | 3 058 367 | 3 055 302 | 3 105 942 | 3 550 425 | 3 522 575 | 3 257 784 | 3 426 306 | 1 923 876 | 2 748 696 |
| Rang                       | 174e      | 176e      | 171e      | 146e      | 152e      | 172e      | 145e      | 126e      | 124e      |
| Nombre de stations         | 302       | 302       | 302       | 302       | 302       | 302       | 302       | 304       | 304       |

## Services aux voyageurs

### Accès
La station dispose de deux accès débouchant de part et d'autre du terre-plein central du boulevard Vincent-Auriol :
- l'accès 1 « Rue Bruant - La Pitié-Salpêtrière » se trouvant côté nord face à l'institut de cardiologie de l'hôpital de la Salpêtrière, au no 50 du boulevard ;
- l'accès 2 « Rue du Chevaleret » se situant côté sud au droit du no 79 du boulevard.

Chacun s'ouvre sur un espace commun sous le viaduc d'où l'accès aux quais s'effectue au moyen d'escaliers fixes ou mécaniques montants.

Accès à la station
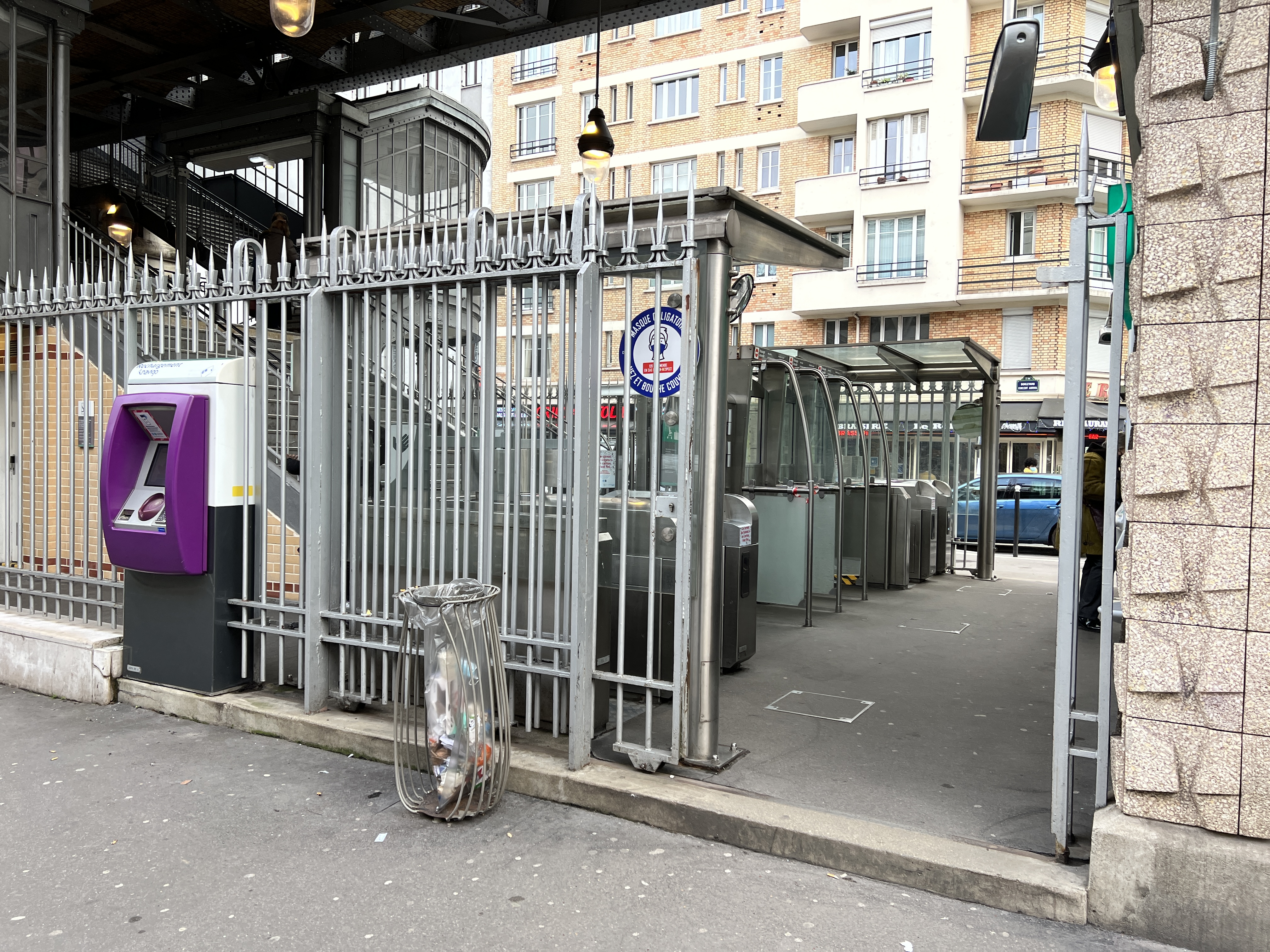
L'accès no 1, « Rue Bruant ».
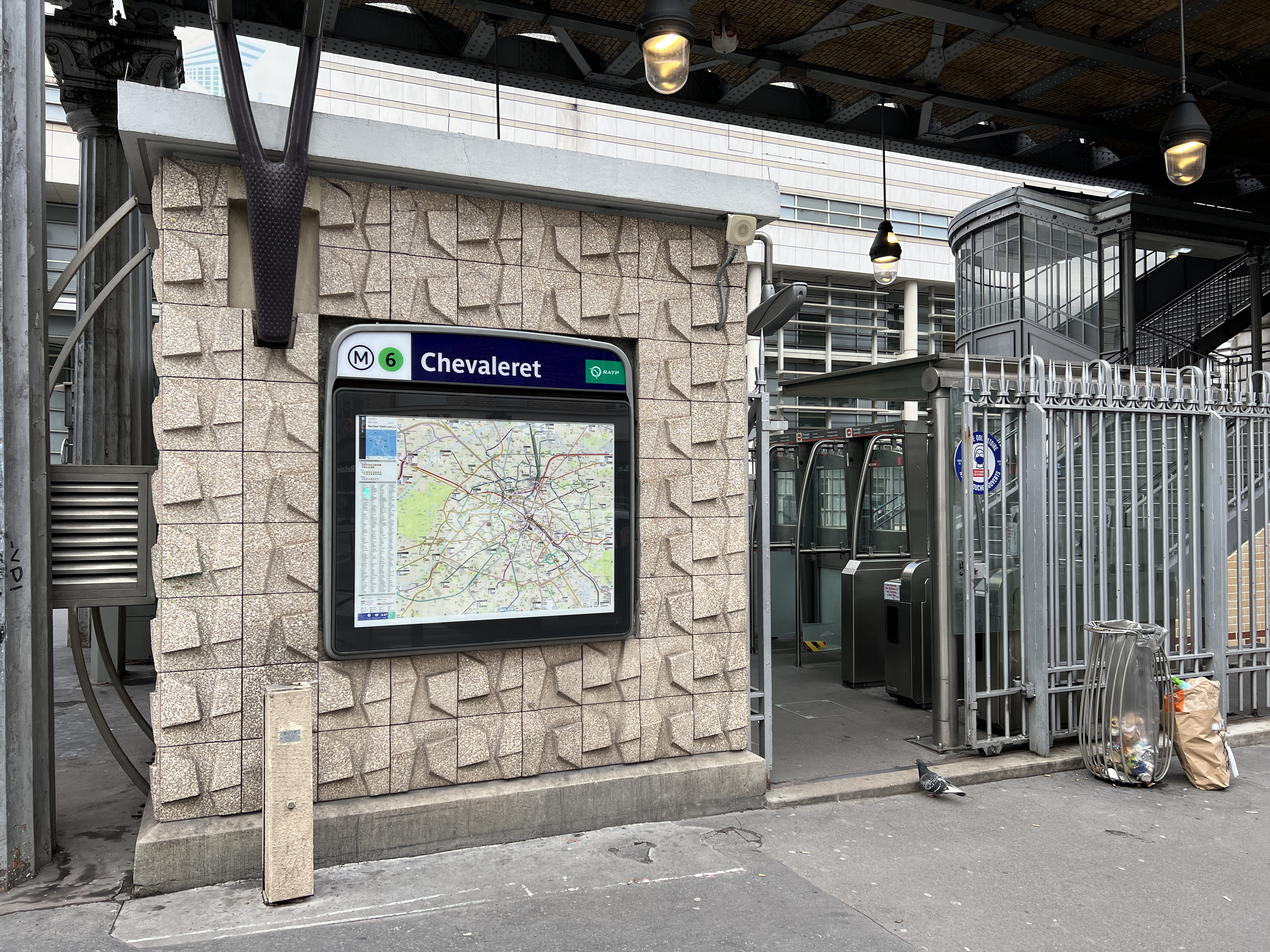
L'accès no 2, « Rue du Chevaleret ».

### Quais
Chevaleret est une station aérienne de configuration standard : elle possède deux quais séparés par les voies du métro, le tout couvert d'une verrière dans le style des marquises des gares de l'époque. Les piédroits verticaux sont recouverts de carreaux en céramique blancs biseautés côté intérieur, et de briques dessinant des motifs géométriques côté extérieur. Les cadres publicitaires sont en céramique blanche et le nom de la station est inscrit en police de caractères Parisine sur plaques émaillées. Les sièges de style « Motte » sont de couleur rouge. L'éclairage est semi-direct, projeté au sol par des plafonniers bleus, sur les piédroits par des tubes en partie dissimulés et sur la charpente par des projecteurs de lumière bleue. Les accès s'effectuent par l'extrémité occidentale.

### Intermodalité
La station est desservie par la ligne 61 du réseau de bus RATP.

## À proximité
- Hôpital de la Salpêtrière
- Halle Freyssinet, avec la Station F située au 5, parvis Alan-Turing.
- Tour Chéops
- Square Héloïse-et-Abélard
- Fondation Michelle-Darty

## Projet

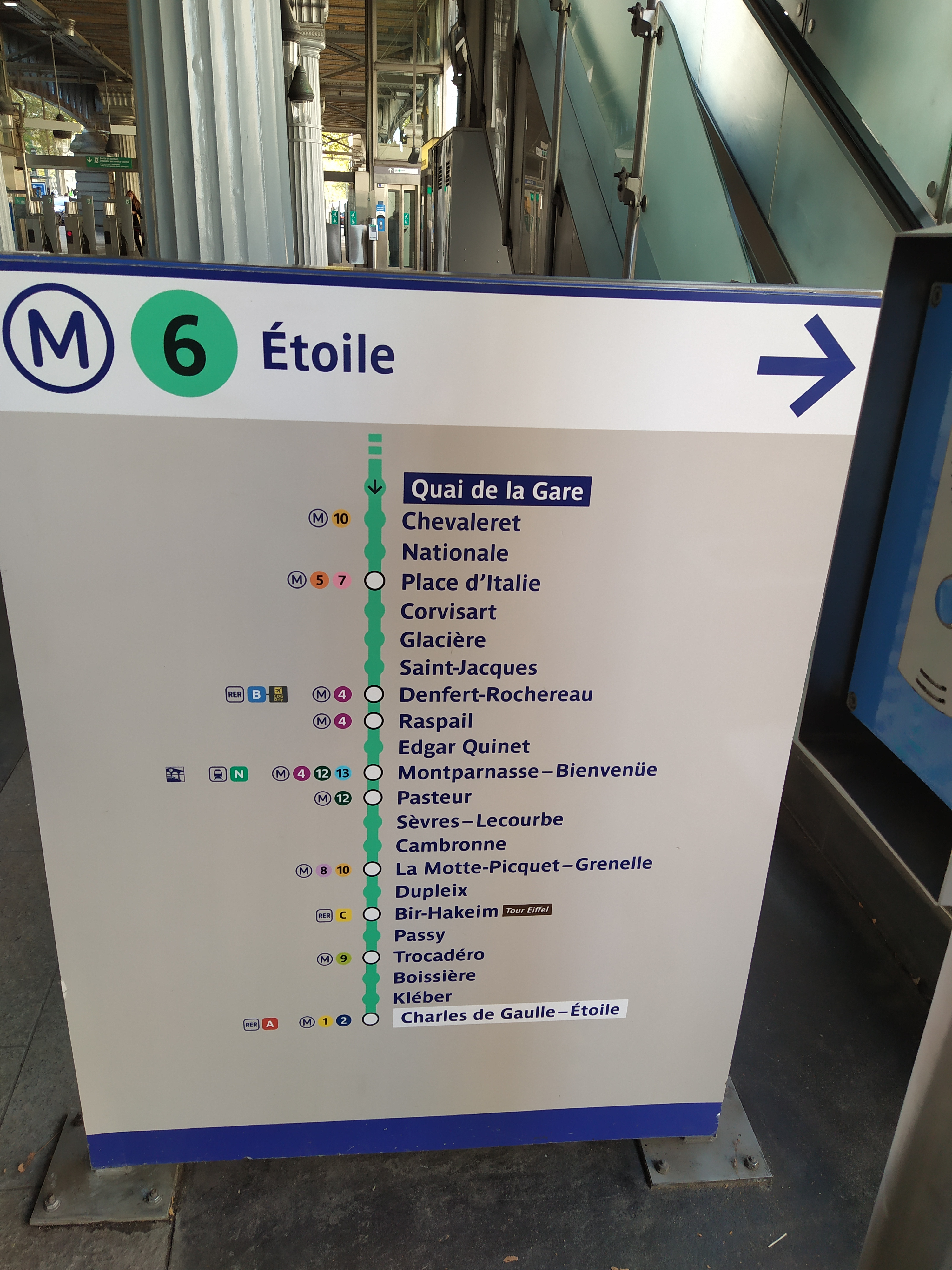
A la station Quai de la Gare, une plaque dévoilait en octobre 2022 une correspondance avec la ligne 10 à Chevaleret.

Un prolongement de la ligne 10, via cette station, est à l'étude. Il pourrait relier Gare d'Austerlitz à la place Léon-Gambetta, à Ivry-sur-Seine, où se trouverait le nouveau terminus Ivry - Gambetta,.